# リピドA

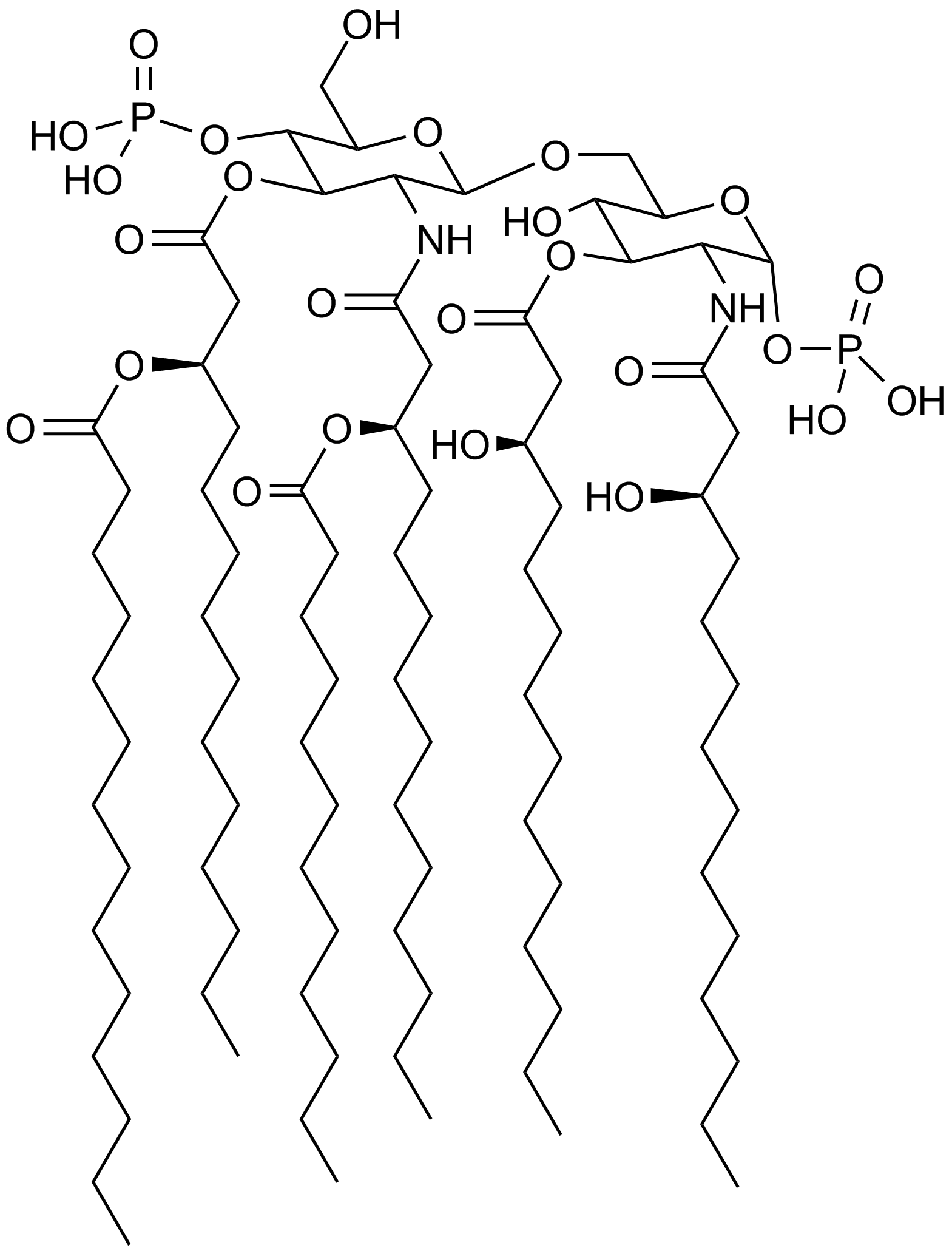
大腸菌E. Coli のリピドAの構造

リピドA（リピド・エー、Lipid A）は、グラム陰性細菌の毒性の原因である内毒素（エンドトキシン）の構成成分である。リポ多糖（LPS, エンドトキシン）の3つの領域のうち一番奥の部分であり、その疎水性によってLPSを外膜に繋ぎ止めている。リピドA自体は毒性を示すが、ヒトの免疫システムによるリピドAの感知は、グラム陰性菌の感染に対する免疫応答の開始に重要な役割を果たしている。LIPID MAPSによる分類で糖脂質（Saccharolipids）に分類されている。

## 機能
LPSの免疫活性化能の多くは、リピドAユニットに由来している。リピドAは非常に強力な免疫システムの刺激剤であり、pg/mL程の量で単球やマクロファージなどを活性化する。
グラム陰性菌の感染により生体内でリピドAが高濃度になると、免疫応答が制御不能となりショックや死を引き起す（エンドトキシンショック）。

## 化学構造
リピドAは、アシル鎖（脂肪酸）が結合した2つのグルコサミン（炭水化物/糖）ユニットから構成されており、通常はそれぞれの糖に一つずつリン酸基を有している。
リピドAの免疫活性化能に最適なアシル基の数は6個であると考えられている。グルコサミンに直接付加している4つのアシル基は、大抵炭素数10-16のβヒドロキシルアシル鎖である。例えば、E. coliリピドAは一般的に糖に結合した4つのC14ヒドロキシルアシル鎖を有しており、C14とC12のアシル基が一つずつβヒドロキシル基に結合している。

## 生合成
E. coliにおけるリピドAの生合成経路は、Christian R. H. Raetzらによって1980年代から解明された。リピドAの構造と真核細胞に対する効果の研究は、Otto WestphalやChris Galanos、Ernst T. Rietschel、Hajime Takahashiのグループがそれぞれ1960年代に開始していた。

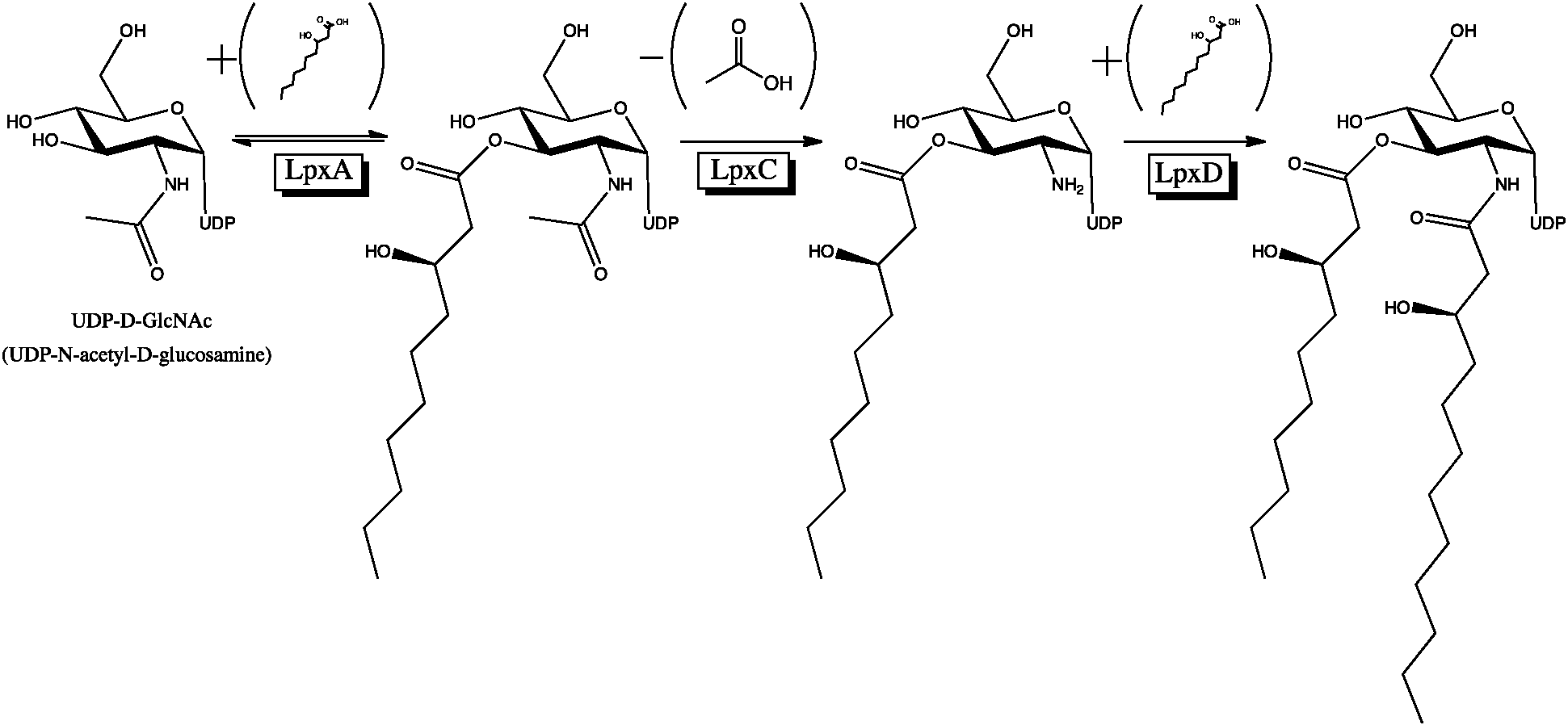
リピドAのUDP-ジアシルグルコサミン前駆体の合成

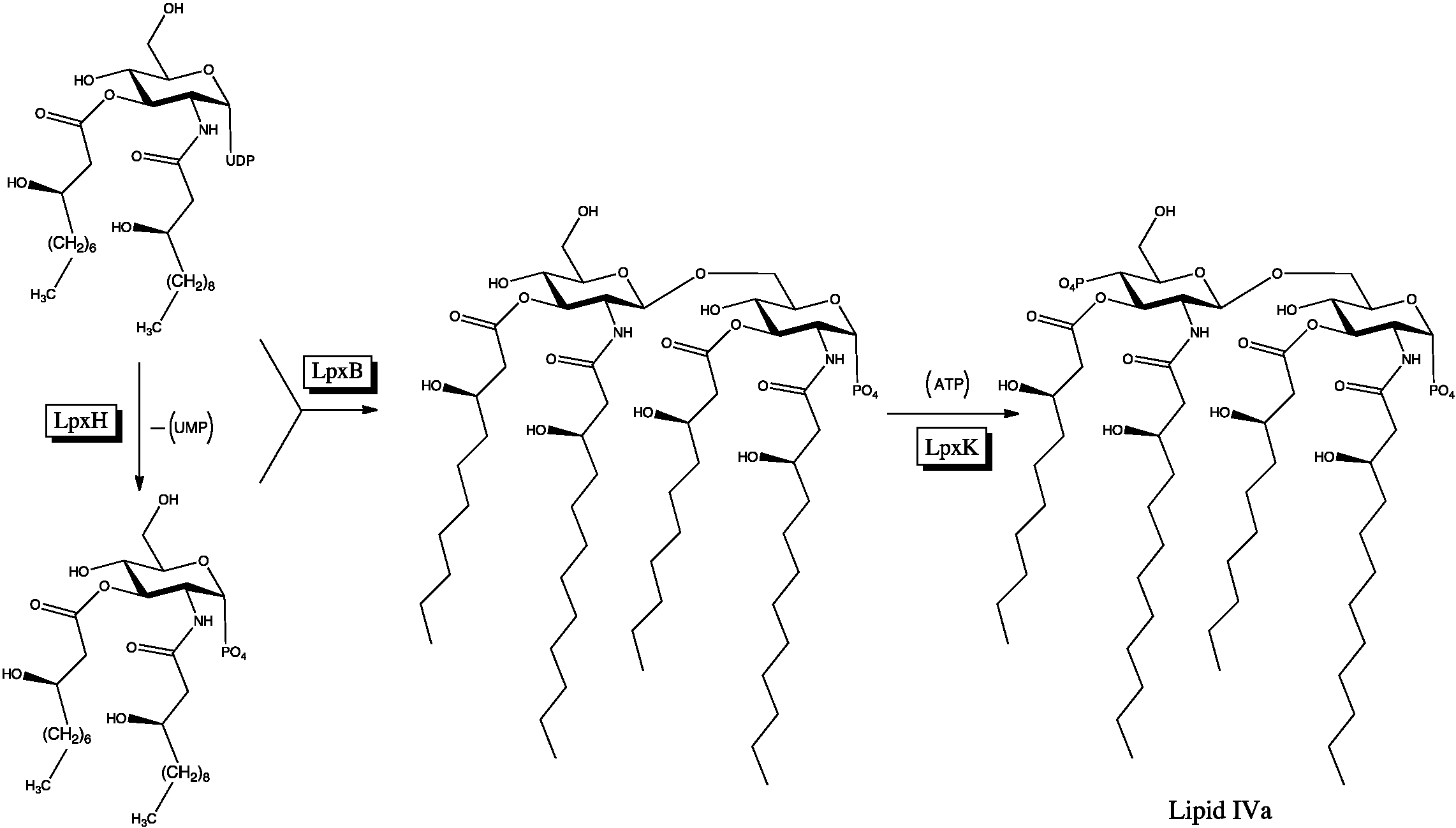
リピドIV_{a}の合成

## 免疫応答の阻害と活性化
アシル基の数を（例えば6個から4個に）減らしたリピドAは、グラム陰性菌による免疫活性化の阻害剤として作用する。また、化学合成されたこの種の阻害剤については、グラム陰性菌の感染による有害な効果を防止するための薬剤として臨床試験が行われている。
一方、リピドAの構造を改変した誘導体は、ワクチンの構成成分（免疫補助剤）として使用されている。

## 細胞活性化の機構
リピドA（およびLPS）は、細胞表面のToll様受容体4 (TLR4)、MD-2、CD14を介して細胞を活性化することが明らかにされている。したがって、エリトラン (Eritoran) の様なリピドAアナログはTLR4アンタゴニストとして作用する。この様なTLR4アンタゴニストは、グラム陰性菌の感染による過剰な炎症反応（敗血症）に対する治療薬としての開発が進められている。